# Mauro Miletić
Pour les articles homonymes, voir Miletić.
Mauro Miletić est un joueur de volley-ball croate né le 3 décembre 1976. Il mesure 1,90 m et joue réceptionneur-attaquant.Il totalise 8 sélections en équipe de Croatie.

## Clubs
| Club            | Pays     | De        | À         |
| --------------- | -------- | --------- | --------- |
| Rjeka           | Croatie  | 1996-1997 | 2001-2002 |
| OK Svit         | Slovénie | 2002-2003 | 2004-2005 |
| Mladost Zagreb  | Croatie  | 2005-2006 | 2005-2006 |
| Arago de Sète   | France   | 2006-2007 | 2006-2007 |
| Narbonne Volley | France   | 2007-2008 | 2008-2009 |

## Palmarès
- Championnat de Croatie
  - Vainqueur : 2006
- Coupe de Croatie
  - Vainqueur : 2006